# Оквири, Рейтон
Рейтон Ндуку Оквири (англ. Rayton Nduku Okwiri; род. 26 марта 1986, Бутере, Butere/Mumias District) — кенийский боксёр, представитель средних и полусредних весовых категорий. Выступал за национальную сборную Кении по боксу в 2007—2016 годах, бронзовый призёр Всеафриканских игр, победитель и призёр многих турниров международного значения, участник летних Олимпийских игр в Рио-де-Жанейро. Начиная с 2017 года боксирует на профессиональном уровне.

## Биография
Рейтон Оквири родился 26 марта 1986 года в городе Бутере Западной провинции Кении.

### Любительская карьера
Дебютировал в боксе на взрослом международном уровне в сезоне 2007 года, когда вошёл в основной состав кенийской национальной сборной и в первой полусредней весовой категории выступил на Всеафриканских играх в Алжире.
Пытался пройти отбор на летние Олимпийские игры 2008 года в Пекине, однако на Африканских олимпийских квалификационных турнирах в Алжире и Виндхуке выступил недостаточно хорошо.
В 2009 году одержал победу на чемпионате Кении в полусреднем весе, боксировал на чемпионате мира в Милане.
В 2010 году отметился выступлением на Играх Содружества в Дели.
В 2011 году побывал на Всеафриканских играх в Мапуту, откуда привёз награду бронзового достоинства, выигранную в полусреднем весе.
На Африканской олимпийской квалификации в Касабланке уже на раннем этапе потерпел поражение от марокканца Мехди Хальси и не смог отобраться на Олимпийские игры 2012 года в Лондоне.
На мировом первенстве 2013 года в Алма-Ате в 1/8 финала уступил по очкам валлийцу Фреду Эвансу.
В 2014 году выступил на Играх Содружества в Глазго, провёл несколько боёв в лиге AIBA Pro Boxing.
Участвовал в боксёрском турнире Африканских игр 2015 года в Браззавиле, принимал участие в матчевых встречах полупрофессиональной лиги World Series Boxing.
На Африканской олимпийской квалификации 2016 года в Яунде победил всех соперников по турнирной сетке и таким образом прошёл отбор на Олимпийские игры в Рио-де-Жанейро. На Играх в категории до 69 кг выиграл раздельным решением судей у россиянина Андрея Замкового, но затем на стадии 1/8 финала единогласным решением потерпел поражение от марокканца Мохаммеда Рабии и выбыл из борьбы за медали.

### Профессиональная карьера
Вскоре по окончании Олимпиады в Рио Оквири покинул расположение кенийской сборной и в феврале 2017 года успешно дебютировал на профессиональном уровне.
В июне 2019 года завоевал вакантный титул чемпиона Африканского боксёрского союза (ABU) в средней весовой категории.